# Tarachodes sanctus
Tarachodes sanctus es una especie de mantis de la familia Tarachodidae.

## Distribución geográfica
Se encuentra en África.